# Funeral (아케이드 파이어의 음반)
《Funeral》은 캐나다의 인디 록 밴드 아케이드 파이어의 데뷔 정규 음반이다. 2004년 9월 14일 머지 레코드를 통해 북아메리카에서 발매됐으며, 유럽에는 2005년 2월 28일 러프트레이드 레코드를 통해 발매됐다. 대한민국에는 2005년 5월 30일 파스텔 뮤직을 통해 발매됐다. 음반의 제목은 음반 작업 중 밴드 구성원들 각자의 가족; 레진 샤사뉴의 할머니가 2003년 6월, 윈과 윌리엄 버틀러의 할아버지가 2004년 3월, 리처드 리드 패리의 고모 혹은 이모(aunt)가 2004년 4월에 사망했기 때문이다.
초기 녹음이 2003년 8월 1주일간 퀘벡주 몬트리얼의 호텔2탱고(Hotel2Tango)에서 이뤄졌으며, 같은 해 말에 녹음을 마쳤다.
음반에서 5개의 싱글이 발매됐는데 가장 반응이 좋았던 싱글은 UK 싱글 차트에서 19위를 기록한 〈Rebellion (Lies)〉였다. 음반은 2005년 그래미상 최우수 얼터너티브 음반상에 후보로 올랐으며 평단으로부터 높은 지지를 받으며 연말 순위 및 지난 2000년대 음반 순위에서 1위를 차지했다. 웹사이트 메타크리틱에 따르면 이 음반은 라디오헤드의 《Kid A》에 이어 두 번째로 2000년대 명반 순위에 많이 등장한 음반이며, 롤링 스톤의 역대 명반 500선에서 151위를 차지했다.

## 평가
| 매체                 | 국가 | 차트                         | 년도   | 순위 |
| -------------------- | ---- | ---------------------------- | ------ | ---- |
| Consequence of Sound | 미국 | 2000년대 명반                | 2009년 | 2    |
| 《모조》             | 영국 | 1993년 ~ 2006년간 100대 명반 | 2006년 | 60   |
| 《NME》              | 영국 | 2000년대 100대 명반          | 2009년 | 7    |
| 《페이스트》         | 미국 | 2000년대 50대 명반           | 2009년 | 3    |
| 피치포크             | 미국 | 2000년대 200대 명반          | 2009년 | 2    |
| 《롤링 스톤》        | 미국 | 2000년대 100대 명반          | 2009년 | 6    |
| 《롤링 스톤》        | 미국 | 역대 500대 명반              | 2012년 | 151  |
| 슬랜트 매거진        | 미국 | 2000년대 250대 명반          | 2010년 | 4    |
| 《스핀》             | 미국 | 지난 25년간 125대 명반       | 2010년 | 66   |
| 《Q》                | 영국 | Q 역사상 250대 명반          | 2011년 | 19   |

## 수록곡
| #   | 제목                            | 재생 시간 |
| --- | ------------------------------- | --------- |
| 1.  | 〈Neighborhood #1 (Tunnels)〉   | 4:48      |
| 2.  | 〈Neighborhood #2 (Laïka)〉     | 3:33      |
| 3.  | 〈Une Année Sans Lumière〉      | 3:40      |
| 4.  | 〈Neighborhood #3 (Power Out)〉 | 5:12      |
| 5.  | 〈Neighborhood #4 (7 Kettles)〉 | 4:49      |
| 6.  | 〈Crown of Love〉               | 4:42      |
| 7.  | 〈Wake Up〉                     | 5:39      |
| 8.  | 〈Haïti〉                       | 4:07      |
| 9.  | 〈Rebellion (Lies)〉            | 5:10      |
| 10. | 〈In The Backseat〉             | 6:21      |